# (2577) Litva
(2577) Litva es un asteroide que forma parte del grupo de los asteroides que cruzan la órbita de Marte y fue descubierto por Nikolái Stepánovich Chernyj el 12 de marzo de 1975 desde el Observatorio Astrofísico de Crimea, en Naúchni.

## Designación y nombre
Litva fue designado inicialmente como 1975 EE3.
Más tarde se nombró por el estado europeo de Lituania.

## Características orbitales
Litva orbita a una distancia media del Sol de 1,904 ua, pudiendo acercarse hasta 1,642 ua y alejarse hasta 2,167 ua. Tiene una excentricidad de 0,1379 y una inclinación orbital de 22,91 grados. Emplea 959,8 días en completar una órbita alrededor del Sol.
Litva pertenece al grupo asteroidal de Hungaria.

## Características físicas
La magnitud absoluta de Litva es 13,18 y el periodo de rotación de 2,813 horas. Está asignado al tipo espectral EU de la clasificación Tholen.